# Carlo Carosso
Carlo Carosso (Asti, 24 giugno 1953 – Asti, 11 giugno 2007) è stato un pittore e scultore italiano.

## Biografia
Nato da padre italiano e madre greca (dell'isola di Samos), ha iniziato l'attività pittorica giovanissimo (diciassette anni), seguendo gli insegnamenti dei due pittori astigiani Emanuele Laustino e Caro Caratti.
Ha frequentato l'accademia Albertina di Torino seguendo le lezioni di Pietro Martina e Mario Calandri.
Dopo aver insegnato storia dell'arte per un breve periodo, si è dedicato totalmente all'attività artistica.
Gli anni settanta sono gli anni delle prime mostre a Torino, Asti e Cuneo (1971), Biarritz (1972) e Parigi (1973).

### L'incontro con Giannis Ritsos
In questo periodo trascorse parte della sua esistenza in Grecia, incontrando nel 1971 il poeta greco Giannis Ritsos, confinato a Samos dal regime dittatoriale dei colonnelli. Tra i due nacque una profonda amicizia confluita con la produzione di alcuni vasi denominati "kiuppi" creati secondo le antiche tradizioni ellenistiche ed una serie di pubblicazioni del poeta, illustrate da xilografie dell'artista astigiano.
Questa produzione, è stata presentata nel 1986 a Firenze in occasione della proclamazione del capoluogo toscano a capitale europea della cultura ed alla pinacoteca nazionale di Atene.

### Altre collaborazioni
Negli anni seguenti, Carosso proseguì sulla strada intrapresa con Ritsos, illustrando alcune pubblicazioni di poeti europei. Di particolare interesse sono le incisioni che accompagnano i versi di Mario Luzi, Edoardo Sanguinetti, Tito Patikio ed il premio nobel Léopold Sédar Senghor.

### La strage di Bologna
Nel 1981 il comune di Asti commissionò a Carosso un'opera commemorativa sulla strage di Bologna del 1980 ove tra le ottantacinque persone che persero la vita vi era anche l'astigiano Mauro Alganon di anni 22.
Carosso ideò un grande dipinto ad acrilico su lastra d'acciaio di 4 metri per 6 che è stato esposto prima nei giardini Alganon (piazza Roma) e quindi nell'atrio della stazione ferroviaria di Asti. A causa dei lavori di ristrutturazione della stazione, l'opera è stata restituita al Comune di Asti che l'ha affidata ad un pittore per il restauro. Dal 2 agosto 2013 il dipinto si trova nell'atrio del palazzo comunale di Piazza Catena (ex Tribunale).

### Maestro del Palio
In occasione della corsa del Palio di Asti per l'anno giubilare 2000, il comune di Asti commissionò i due Sendalli, al pittore astigiano.
L'iconografia dei due labari, oltre alla tradizionale immagine di San Secondo raffigura simboli e personaggi che hanno stretti legami tra l'Italia e la Grecia come il  beato Comentina , astigiano e per un breve periodo vescovo di Costantinopoli e martirizzato dagli Ottomani o come la raffigurazione dello stemma ellenico affiancato a quello di Asti.

## I temi pittorici
Carosso nelle sue opere affiancò il classicismo iconografico della Magna Grecia con i riferimenti della tradizione contadina monferrina ed in particolare con la civiltà della vite e del vino.
Sintesi di questo concetto iconografico è il Bacco che per Carosso rappresentò le varie sfaccettature della vita umana. Questo soggetto gli è valso l'appellativo di artista "Dionisiaco" (F.A. Lepore, dalla presentazione della mostra Enotria ad Hagen). Secondo Carlo Cerrato, la pittura di Carosso è..."ricca di riferimenti mitologici, tonalità calde, sanguigne e solarità altrettanto coinvolgenti che si fondono e confondono, a sorrisi e sguardi di mercanti e guerrieri, viandanti o semidei che vivono di una prorompente capacità di comunicare."

## Mostre ed esposizioni
1970
- Circolo Culturale Calabresi, Torino

1971
- Sala mostre del Palazzo della Provincia, Asti
- Sala mostre del Palazzo della Provincia, Cuneo

1972
- Salone internazionale dell'arte, Galleria Vallombreuse, Biarritz (Francia)

1973
- Galleria "Mouffe", Parigi (Francia)
- Galleria "Coin d'art", Genova
- Sala d'arte "Palio", Asti

1974
- Galleria "La Lanterna", Alessandria
- Galleria "Coin d'art", Genova

1975
- Sala del Broletto, Novara

1977
- Galleria "De Breaker", Palm Beach (Stati Uniti)

1980
- Galleria "Art 2", Città di Castello (Perugia)
- Galleria "Il Collezionista", Perugia

1981
- Circolo "G. B. Giuliani", Canelli (Asti)

1984
- Galleria "Idrocoos", Atene (Grecia)
- Galleria "Archivolto", Asti
- Centro Stampa Estera, Atene (Grecia)

1985
- Istituto Italiano di Cultura, Salonicco (Grecia)
- Galleria "Forum", Atene (Grecia)
- Mostra "Le contraddizioni", piazza Astesano, Asti
- Mercato internazionale d'arte, Todi (Perugia)
- Galleria "Ekfrasi", Salonicco (Grecia)

1986
- Galleria "Dada", Atene (Grecia)
- "Firenze capitale europea della cultura", San Miniato, Firenze

1987
- Galleria "Antinor", Atene (Grecia)
- Palazzo Rosso, Genova

1988
- Pinacoteca Nazionale di Atene - Museo Soutzos (con opere in permanenza), Atene (Grecia)

1989
- Palazzo Serra-Gerace, Genova

1990
- Galleria "Il Platano", Asti
- Teatro Due, Parma
- Ridotto del Teatro Alfieri, Asti
- Sala Umberto, Roma

1991
- Enoteca Regionale, Acqui Terme (Alessandria)
- "Moncalvo Arte", Moncalvo (Asti)

1992
- Galleria "Antinor", Atene (Grecia)

1993
- Castello di Costigliole, Costigliole (Asti)
- Enoteca Italiana di Siena, Siena
- Centro Comunale di Cultura, Valenza (Alessandria)

1994
- Galleria "Aminta", Siena
- Battistero di San Pietro, Asti
- Galleria "Zutart", Torino

1996
- Accademia dei Filodrammatici, Teatro Filodrammatici, Milano
- "Enotria", Hagen (Germania)

1997
- Galleria "Ersis", Atene (Grecia)

1998
- Castello di Barolo, Barolo (Cuneo)

1999
- Istituto Francese di Cultura, Salonicco (Grecia)
- Galleria "Metamorfosis", Salonicco (Grecia)

2000
- "Maestro del Palio di Asti", Ex Chiesa di San Giuseppe, Asti
- Castello di Cortanze, Cortanze (Asti)
- Komódienhaus, Biberach (Germania)
- Ca' del Duca, Venezia

2001
- Palazzo Guasco, Alessandria

2002
- Casino di Caccia, Stupinigi (Torino)
- Palazzo Guasco, Alessandria

2003
- Circolo Culturale "G. Arpino", Bra (Cuneo)

2004
- Mostra "Pittori europei" - IV Congresso Internazionale "Letterature e le lingue minoritarie" dell’AICL-Associazione Internazionale dei critici letterari e dell’EUACE-Centro Europeo d’Arte, Peania (Grecia)[1]
- Galleria "Ersis", Atene (Grecia)

2005
- Ristorante "Tacabanda", Asti
- Museo Civico d'Arte Moderna e Contemporanea, Mombercelli (Asti)
- Galleria "Arteincontri", Torino

2006
- Città di Mondovì, Mondovì, Cuneo
- "Douja d'or", Palazzo Ottolenghi, Asti

### Film e documentari
- Petros Panama, Immagine poetica, documentario di 35' sull'opera di G.Ritsos e C.Carosso, musiche di Mikis Theodorakis, produzione Spiro Katzimi, ERT 1986
- Lefteris Lagadinos, Carlo Carosso artista, documentario di 15', ERT 1986
- Adonis Papadopulus, Orfeo, interprete Carlo Carosso, musiche di Michalis Terzis, ERT 1987